# Grupo Desportivo e Recreativo de Soalhães
O Grupo Desportivo Recreativo de Soalhães é um clube português da freguesia de Soalhães, concelho de Marco de Canaveses, distrito do Porto. As suas instalações localizam-se no Campo Pedro de Vasconcelos, sita na Rua Campo de Futebol.
O clube foi fundado em 24 de Maio de 1979 e o seu actual presidente é António Monteiro.
A equipa de futebol sénior participa, na época de 2021-22, na 2ª Divisão da AF Porto. Na época de 2009-2010 os seus jogos em casa são disputados no Estádio Municipal de Marco de Canaveses (relvado).